# Руська метрика
Руська метрика або Волинська метрика — реєстрові книги Руської канцелярії (структурного підрозділу королівської канцелярії Речі Посполитої), які велися з 1569 до 1673. Книги містили в собі офіційні копії (вписи), що поширювали свою юрисдикцію на 4 українські воєводства: Брацлавське, Волинське, Київське і Чернігівське.

## Історія
Руська канцелярія як складова частина королівської канцелярії утворилася не внаслідок ухвали законодавчого акта, а в результаті довготривалої практики ведення окремих книг руською мовою та збереження партикулярної правової системи для українських воєводств. Назва «Руська або Волинська канцелярія» як термін для позначення штату руських писарів і підписків почала вживатися з 1618. Відтоді й до припинення ведення книг Руської метрики ця назва не вийшла за межі канцелярських осередків: королівської канцелярії та канцелярій українських гродів. Назва книг —  початково як «метрика справ волинських», потім — Волинська чи Руська метрика — вперше почала виступати 1605 в середовищі, близькому до канцелярії, а вже принаймні із середини 1630-х рр. увійшла до політичної лексики шляхти.
Факторами, що визначали сам факт ведення книг Руської метрики, виступали окремі для українських воєводств право- та діловодна мова. Після набуття чинності у Великому князівстві Литовському Статуту 1588 (див. Статути Великого князівства Литовського) в середині 1590-х рр. з’явився термін для окреслення цієї правової системи — «волинське право». 
Книги Р.м. широко використовувалися руською шляхтою, рідше — міщанами і духовними особами — для отримання виписів із документів, необхідних для судових суперечок. Статут 1511 заборонив канцеляристам брати плату за пошуки документів у книгах, тому прохачі наймали сторонніх осіб, які цим займалися, — реквірентів. Проте писарі успішно обходили цю заборону і виконували такі процедури за відповідну плату. Саме в контексті необхідності проведення пошуків слід розглядати укладення в 1673 С.-К.Ганкевичем подокументного опису Руської метрики — т. зв. Індексу.

## Опис
Усього історичний комплекс книг Руської канцелярії налічує 28 чистових книг, 3 чорнових книги; у 7-ми чорнових книгах Коронної канцелярії вміщуються окремі протоколи (чернетки) документів Руської канцелярії. Весь корпус до сьогодні збережних регестів становить понад 3500 документів які складають 29 книг за 1569-1673 рр. За вийнятком однієї, всі вони зберігаються в Російському державному архіві давніх актів (РГАДА) у Москві. Регест кожного документа містить три описові позиції:
- оригінальний заголовок, що був наданий документові при його внесенні до книг серії;
- заголовок цього ж документа з поактового реєстру Руської метрики, складеного у 1673 р. її тогочасним писарем Стефаном Казимиром Ганкевичем;
- відповідний заголовок з пізнішого опису Яна Францішка Цивінського (бл. 1765-1775).[1]

Книги Руської метрики склалися як книги нового, не характерного для Коронної канцелярії, виду. Королівська канцелярія протягом часу функціонування Руської канцелярії провадила 5 серій книг: книги записів, книги декретів, книги посольств, книги люстрацій та сигіляти. Книги Руської метрики, як правило, становлять симбіоз двох видів книг: книг записів та книг декретів. Особливий вид книг Руської метрики виступав одним із факторів оформлення Руської канцелярії як структурного підрозділу в королівській канцелярії.

## Адміністрування
Руська канцелярія як структурна одиниця королівської канцелярії очолювалася канцлером коронним і підканцлером коронним. Як правило, зайнятість канцлера у реалізації зовнішньої політики та проведенні політики внутрішньої обумовила більшу причетність до керівництва канцелярією підканцлера. Також до її складу входили секретарі. Вони поділялися на дві групи: ті, які одночасно були й писарями; ті, що виконували різні королівські доручення, але в канцелярському діловодстві безпосередньої участі не брали.

### Писарі
Найважливіша роль у функціонуванні канцелярії належала руським писарям. Початково їх одночасно працювало два; з початком 1630-х рр. — лише один. Вони відповідали за ведення своїх книг, координували роботу підписків. Один із руських писарів виконував одночасно й повноваження метриканта, що відповідав за збереження книг Руської канцелярії. На окремих руських писарів покладалися обов’язки декретових писарів щодо українських воєводств. они провадили реєстр київських, волинських, брацлавських і чернігівських справ, які мали розглядатися на чергових сесіях асесорського, реляційного чи сеймового судів. Під керівництвом кожного писаря в канцелярії працювали щонайменше 2—3 підписка.
Протягом більше ніж ста років функціонування канцелярії в ній працювали 13 писарів. Термін виконання писарських обов’язків був різний: від 1 року (О.Крупецький) до 36 років (Ф.Олешко). Переважна більшість писарів походили з Волині (10) та по одному з Київщини, Литви і Корони. До правління Владислава IV Ваза (1633—48) всі майбутні писарі рекрутувалися із середовища дрібної, зрідка — середньої, шляхти. Після 1633 перевага віддавалася міщанам, що відображувало загальну тенденцію в королівській канцелярії. Влада таким чином намагалася вивести канцелярію з-під впливу шляхти. Служба в канцелярії сприяла подальшій кар’єрі руських писарів: 6 із них отримали різні земські уряди, 9 стали королівськими секретарями.
Окремі (Л.Пісочинський, З.Єловицький, Ф.Олешко, Я.Марцинкевич, К.Мокосій-Баковецький) обиралися послами на вальний сейм, а також депутатами до Коронного трибуналу. Два руські писарі (О.Крупецький, К.Мокосій-Баковецький) обрали духовну кар’єру і стали відповідно перемишльським та володимирським унійними єпископами. Представники писарської касти намагалися постійно декларувати свою повагу до закону, але реальні звичаї шляхетського життя примушували їх вдаватися й до протизаконних засобів реалізації шляхетської демократії.